# Prágai Közgazdasági Egyetem
A Prágai Közgazdasági Egyetem (csehül: Vysoká škola Ekonomická v Praze, rövidítése: VSE) a legnagyobb állami egyetem a Cseh Köztársaságban, mely közgazdaság tudománnyal foglalkozik. Közel 20. 000 hallgatóval rendelkezik, ebből megközelítőleg 3000 tanuló külföldi. Lehetőség van bachelor-, master- és doktori képzésekre. 2022-től a rektor Petr Dvořák.

## Történelem
1919-ben alapították Prágában a Kereskedelmi Főiskolát, mely a Cseh Műszaki Egyetem szervezeti egysége volt és főleg kereskedelemre, pénzügyre szakosodott. Ezt követően 1949-ben létrehozták a Politika- és Gazdaságtudományi Egyetemet, amelyet végül 1953-ban átneveztek Közgazdaságtudományi Egyetemre.

## Karok
Az egyetemnek hat kara van. Ezek:
- Pénzügyi és számviteli kar (Fakulta financí a účetnictví)
- Nemzetközi kapcsolatok kar (Fakulta mezinárodních vztahů)
- Gazdálkodástudományi kar (Fakulta podnikohospodářská)
- Informatikai és statisztikai kar (Fakulta informatiky a statistiky)
- Közgazdasági és államigazgatási kar (Národohospodářská Fakulta)
- Menedzsment kar – Jindrichuv Hradec (Fakulta managementu v. Jindřichově Hradci)

Az egyetem három területen helyezkedik el. A központ Prágában, Žižkov városrészben található. Három épület alkotja: Régi épület (Starova budova), Új épület (Nova budova)és a Paradicsom épület (Rajska budova). A másodlagos campus Jižní město-ban található. A Menedzsment tanszék az egyetlen kar amely Prágán kívül (Jindřichův Hradec-ben) helyezkedik el.

## Külföldi csereprogramok
A Közgazdasági Egyetem a cserediákok egyik kedvelt célpontja az egész világon. Minden félévben több mint 230 külföldi diák tanul ezen az egyetemen Prágában. A leggyakoribb programok az Erasmus, Cems, Ceepus és a Pim. 
A Buddy System egy különleges szervezet, amelynek célja segítséget nyújtani a beilleszkedésben. Minden diákhoz rendelnek egy cseh partnert, aki segít az ügyintézésben, főleg a cseh nyelvi nehézségek leküzdésében, ezenkívül programokat szervez, hogy minél hamarabb otthon érezze magát a partnere.
Magyarországi partneregyetem: Budapesti Corvinus Egyetem

## Ismert végzettségűek
- Jana Bobošíková(wd) (* 1964), cseh politikus
- Petra Edelmannová(wd) (* 1975), cseh politikus
- Jan Fischer (* 1951), cseh politikus
- Vít Jedlička (* 1983), cseh politikus
- Petr Kellner (1964–2021), cseh milliárdos
- Václav Klaus (* 1941), cseh politikus
- Ivan Mládek (* 1942), cseh énekes
- Jiří Paroubek(wd) (* 1952), cseh politikus
- Miroslav Singer (* 1968), cseh közgazdász
- Jana Tichá(wd) (* 1965), cseh csillagász
- Josef Tošovský(wd) (* 1950), cseh politikus
- Miloš Zeman (* 1944), cseh politikus

## Külső hivatkozások
- Az egyetem honlapja angol nyelven